# Los Verdes de la Región de Murcia
Los Verdes de la Región de Murcia era un partido ecologista de la comunidad autónoma de la Región de Murcia fundado en abril de 1993 que estuvo confederado junto a otros partidos de ámbito regional en el partido español Confederación de Los Verdes.
En junio de 2011 se unió a Equo Región de Murcia.

## Historia
Según consta en los archivos del registro de partidos políticos del Ministerio del Interior el partido Los Verdes de la Región de Murcia fue fundado como tal en el año 1993 e inscrito el 27 de abril de 1993. Sin embargo, desde el año 1989 ya se vino presentando una lista de Los Verdes a las elecciones generales y municipales/autonómicas adscrita al partido español Los Verdes. 
Tras su fundación ha sido el único partido ecologista que ha concurrido a las diferentes convocatorias electorales por la Región de Murcia, lo que le ha permitido agrupar el voto verde, sin que este quedara disperso como ha sucedido en otras comunidades autónomas donde existen diferentes partidos ecologistas.
En el marco del acuerdo nacional suscrito con Izquierda Unida se presentaron en coalición con dicha plataforma a las elecciones municipales/autonómicas del año 1995 y a las generales de 1996, ayudando a incrementar el respaldo electoral de la misma. Por el contrario, no se les cedió desde este organización ningún puesto con posibilidades reales de ser elegido lo que motivó que ningún integrante del partido obtuviera algún puesto de Concejal o Diputado. 
Roto el acuerdo con Izquierda Unida, el partido ha acudido a las diferentes elecciones de forma independiente comprobando cómo año tras año su respaldo electoral ha venido creciendo.
En las elecciones municipales del año 2003, la lista encabezada para la ciudad de Murcia por Joaquín Pascual Sánchez Onteniente llegó a obtener un 2,44% de los sufragios, lo que le llevó a ostentar el mejor resultado de un partido verde en capital de provincia en todo el territorio español.[cita requerida] No ha de olvidarse que en Cartagena se obtuvieron cifras similares (2,11%) con la candidatura de Fina Santacruz.
Con vistas a las elecciones municipales y autonómicas del 2007, Los Verdes de la Región de Murcia decidieron formar una coalición electoral con Izquierda Unida, a fin de poder superar la barrera del 5% y obtener sus primeros representantes. Los acuerdos firmados garantizan a algunos candidatos verdes posibilidades reales de alcanzar dichos objetivos al figurar en los primeros puestos de diferentes listas electorales. Pese al acuerdo alcanzado y al avance en número de votos de la coalición electoral, ningún candidato de Los Verdes resultó elegido.
En el municipio de San Javier no fue posible la subscripción de un acuerdo en los términos alcanzados para el resto de la Región de Murcia, motivo por el cual Los Verdes se presentaron en solitario a las elecciones municipales. La lista de Los Verdes que era la primera vez que se presentaba en San Javier obtuvo un total de 132 votos lo que vino a suponer un porcentaje del 1,24% de los sufragios emitidos.
La bipolarización de las Elecciones Generales del 2008 y el castigo a las fuerzas políticas de izquierdas en la Región de Murcia supusieron un fuerte retroceso de Los Verdes que se vio agravado por la irrupción del partido animalista PACMA, quien vino a llevarse un alto porcentaje de voto ecologista,[cita requerida] siendo es el momento más duro para la ecología política en Murcia al verse truncada la línea de ascenso de comicios anteriores.

### Participación en el Proyecto Equo
El 4 de junio de 2011, víspera del Día Mundial del Medio Ambiente, tuvo lugar un encuentro organizado por Equo en el que Los Verdes de la Región de Murcia participaron junto a otras más de 30 organizaciones políticas verdes y progresistas de todo el país con el objetivo de confluir para la puesta en marcha de un proyecto político estatal que concurriera a las siguientes elecciones generales. A los pocos días, el 24 de junio, se celebró la Asamblea Fundacional de Equo Región de Murcia en La Albatalía (Murcia).
Para las elecciones generales de 2011, realizaron una coalición electoral para el Senado, junto con Izquierda Unida (España) (IU) y Movimiento por Santomera (MOS), presentando una candidatura sin siglas denominada Asamblea para el Senado. En la Región de Murcia, la lista de Equo al Congreso obtuvo 4.446 votos (0,60%).
En el I Congreso de Equo Región de Murcia, del 8 al 10 de febrero de 2013 en La Alberca, EQUO Región de Murcia elaboró su reglamento de funcionamiento interno y, mediante unos talleres abiertos a simpatizantes y afiliados, trazó sus líneas políticas a trabajar: economía social, verde y solidaria; energías renovables; transparencia y gobierno abierto; y ciudades sostenibles. Asimismo, se renovó  la Mesa de Coordinación de Región de Murcia, conformada por tres mujeres (Cinta Gómez, Inmaculada Perán, Elena Revuelta) y tres hombres (Alejandro Egea, Federico García Chartón y Antonio Ortiz), y se eligieron coportavoces paritarios, siendo los más votados de cada sexo para la Mesa: Inmaculada Perán y Federico García Chartón.

## Líderes
- Joaquín Pascual Sánchez Onteniente
- Fina Santacruz
- Manuel Moya Cabezas
- Pedro Martínez Parra

## Resultados electorales
| Elecciones                                          | Nombre electoral                                  | Candidat@                   | Votos  | %      | Representantes obtenidosa | Posición | Notas |
| --------------------------------------------------- | ------------------------------------------------- | --------------------------- | ------ | ------ | ------------------------- | -------- | --- |
| Elecciones al Parlamento Europeo de 1989            | Lista Verde                                       |                             | 3.481  | 0,37%  | 0                         |          | |
| Elecciones generales de España de 1989              | Los Verdes-Lista Verde                            |                             | 3.905  | 0,70%  | 0                         | 7º       | |
| Elecciones a la Asamblea Regional de Murcia de 1991 | Los Verdes                                        |                             | 5.760  | 1,11%  | 0                         | 6º       | |
| Elecciones municipales de España de 1991            | Los Verdes                                        |                             | 3.820  | 0,74%  | 0                         | 7º       | Se presentó en Murcia (1,63%), Cartagena (1,42%) y Alcantarilla (2,10%).                                                                |
| Elecciones generales de España de 1993              | Los Verdes                                        |                             | 5.085  | 0,77%  | 0                         | 5º       | |
| Elecciones a la Asamblea Regional de Murcia de 1995 | Izquierda Unida-Los Verdes de la Región de Murcia | Antonio Joaquín Dólera      | 78.664 | 12,48% | 4 (0)                     | 3º       | En coalición con Izquierda Unida (España). Todos los diputados corresponden a esta.                                                     |
| Elecciones municipales de España de 1995            | Izquierda Unida-Los Verdes de la Región de Murcia |                             | 75.434 | 11,83% | 69 (0)                    | 3º       | En coalición con Izquierda Unida (España). Todos los concejales corresponden a esta.                                                    |
| Elecciones generales de España de 1996              | Izquierda Unida-Los Verdes                        | Pedro Antonio Ríos Martínez | 73.961 | 10,48% | 1 (0)                     | 3º       | En coalición con Izquierda Unida (España). El diputado corresponde a esta.                                                              |
| Elecciones a la Asamblea Regional de Murcia de 1999 | Los Verdes de la Región de Murcia                 |                             | 5.593  | 0,92%  | 0                         | 4º       | |
| Elecciones municipales de España de 1999            | Los Verdes de la Región de Murcia                 |                             | 1.076  | 0,18%  | 0                         |          | Se presentó en Cartagena (1,34%). |
| Elecciones al Parlamento Europeo de 1999            | Los Verdes-Las Izquierdas de los Pueblos          |                             | 2.680  | 0,44%  | 0                         |          | En coalición con Iniciativa per Catalunya Verds, Chunta Aragonesista, Esquerda de Galicia e Izquierda Andaluza.                         |
| Elecciones generales de España de 2000              | Los Verdes                                        |                             | 6.555  | 0,98%  | 0                         | 4º       | |
| Elecciones a la Asamblea Regional de Murcia de 2003 | Los Verdes de la Región de Murcia                 |                             | 10.208 | 1,57%  | 0                         | 4º       | |
| Elecciones municipales de España de 2003            | Los Verdes de la Región de Murcia                 |                             | 6.763  | 1,04%  | 0                         | 4º       | Se presentó en Murcia (2,44%) y Cartagena (2,11%).                                                                                      |
| Elecciones generales de España de 2004              | Los Verdes                                        |                             | 7.074  | 0,98%  | 0                         | 4º       | |
| Elecciones a la Asamblea Regional de Murcia de 2007 | Izquierda Unida+Los Verdes de la Región de Murcia | José Antonio Pujante        | 40.633 | 6,25%  | 1 (0)                     | 3º       | En coalición con Izquierda Unida (España). El diputado corresponde a esta.                                                              |
| Elecciones municipales de España de 2007            | Izquierda Unida+Los Verdes de la Región de Murcia |                             | 42.920 | 6,54%  | 32 (0)                    | 3º       | En coalición con Izquierda Unida (España). Todos los concejales corresponden a esta.                                                    |
| Elecciones generales de España de 2008              | Los Verdes                                        | Joaquín Sánchez Onteniente  | 3.496  | 0,45%  | 0                         | 5º       | |
| Elecciones a la Asamblea Regional de Murcia de 2011 | Los Verdes-Ecolo                                  | Joaquín Sánchez Onteniente  | 7.659  | 1,18%  | 0                         | 5º       | |
| Elecciones municipales de España de 2011            | Los Verdes-Ecolo                                  |                             | 4.696  | 0,70%  | 0                         | 6º       | Se presentó en Murcia (1,31%), Cartagena (1,23%), Alcantarilla (1,81%), Molina de Segura (3,22%), Mazarrón (3,37%) y San Javier (1,1%). |
| Elecciones generales de España de 2011              | Equo                                              | Inmaculada Perán            | 4.446  | 0,60%  | 0                         | 5º       | |

aLa cifra entre paréntesis indica los representantes propios obtenidos dentro de coaliciones